# Vallès Occidental

Lokalizacja Vallès Occidental na mapie Katalonii

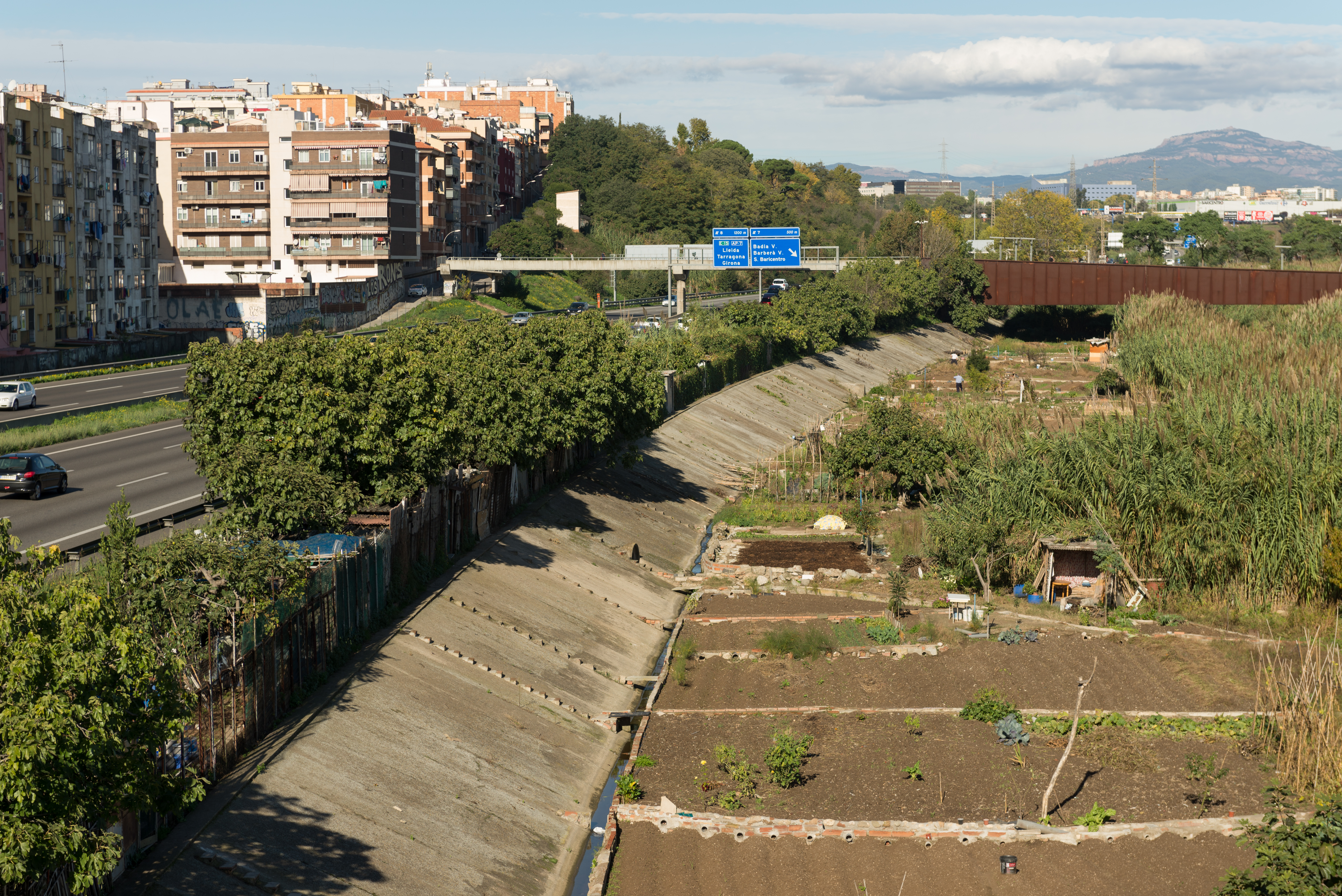
Riu Ripoll Cerdanyola del Vallès

Vallès Occidental (kat., nazwa hiszp. Vallés Occidental) - powiat (comarca) w północno-wschodniej Hiszpanii, we wspólnocie autonomicznej Katalonii, w zespole miejskim Barcelony. W 2002 r. liczył około 715 tys. mieszkańców. Siedzibą powiatu jest Sabadell wspólnie z Tarrasą.
| Miasto                   | Powierzchnia | Ludność (mieszk.) | Gęstość (mieszk./km²) | Odległość od Barcelony | Partie rządzące |
| ------------------------ | ------------ | ----------------- | --------------------- | ---------------------- | --------------- |
| Badia del Vallès         | 0,9 km²      | 14.123            | 15692,2               | ---                    | PSC             |
| Barberá del Vallés       | 8,37 km²     | 28.633            | 3.445,2               | ---                    | PSC             |
| Castellar del Vallés     | 44,9 km²     | 21.335            | 475,1                 | 27 km                  | CiU-ERC         |
| Castellbisbal            | 31,2 km²     | 11.272            | 363,2                 | ---                    | A.C.            |
| Gallifa                  | 16,37 km²    | 216               | 13,2                  | ---                    | UL-AM           |
| Matadepera               | 24,83 km²    | 8.169             | 322,1                 | ---                    | ERC             |
| Moncada y Reixach        | 23,34 km²    | 32.153            | 1369,9                | ---                    | PSC             |
| Palau-solità i Plegamans | 14,93 km²    | 13.310            | 891,4                 | ---                    | PSC             |
| Poliñá                   | 8,93 km²     | 7.764             | 769,4                 | ---                    | PSC             |
| Rellinars                | 18,04 km²    | 653               | 36,20                 | 47 km                  | CIU             |
| Ripollet                 | 4,39 km²     | 35.427            | 8,179,9               | ---                    | PSC             |
| Rubí                     | 33 km²       | 70.006            | 2.167,3               | ---                    | PSC-ERC-CIU     |
| Sabadell                 | 37,89 km²    | 200.545           | 5.292,82              | 20 km                  | PSC             |
| San Cugat del Vallés     | 48,32 km²    | 73.774            | 1.529,6               | 15,8 km                | CIU             |
| San Lorenzo Savall       | 41 km²       | 2.271             | 55,2                  | ---                    | PSC             |
| Sant Quirze del Vallés   | 14,27 km²    | 17.138            | 1.218                 | ---                    | CIU             |
| Santa Perpetua de Mogoda | 15,70 km²    | 21.644            | 1.367,2               | ---                    | ICV             |
| Cerdanyola del Vallès    | 30,6 km²     | 57.959            | 1896,5                | ---                    | ICV CIU ERC     |
| Sentmenat                | 28,4 km²     | 7.209             | 250,3                 | ---                    | PSC             |
| Tarrasa                  | 74,65 km²    | 199.817           | 2676,7                | 33 km                  | PSC             |
| Ullastrell               | 7,36 km²     | 1.529             | 209,1                 | ---                    | CIU             |
| Vacarisses               | 40,54 km²    | 5.094             | 125,2                 | ---                    | U.I.P.V         |
| Viladecavalls            | 20,12 km²    | 7.036             | 350,2                 | ---                    | CIU             |